# Agapito Marazuela
Agapito Marazuela Albornos (Valverde del Majano, 20 de noviembre de 1891-Segovia, 24 de febrero de 1983) fue un músico y folclorista español, concertista de guitarra y dulzaina.
Dedicó gran parte de su vida a la recuperación del folclore musical castellano (canciones populares, tonadas y romances, melodías para tamboril y dulzaina, y bailes populares).

## Biografía
Único sobreviviente de once hermanos, nació en el seno de una familia pobre. A los siete años, por una meningitis mal tratada, perdió un ojo y gran parte de la vista del otro, hecho que marcó toda su vida.
Recibió lecciones de solfeo y guitarra en Segovia, y a los trece años pasó dos breves temporadas aprendiendo del gran maestro de la dulzaina de la época, Ángel Velasco, dulzainero de Renedo de Esgueva, localidad de la provincia de Valladolid.
A los catorce años, se ganaba ya la vida como dulzainero, y ésta fue su profesión durante los dos primeros decenios del siglo XX. Contrajo matrimonio el 12 de diciembre de 1917 con Isabel Gilmartín Rodríguez, hija de Leonor Rodríguez, maestra por entonces del barrio de San Marcos de Segovia y posteriormente de Madrona. De este matrimonio nació una hija, Blanca, que falleció a los cuatro meses de edad en febrero de 1919.
En 1920, se trasladó a Madrid donde inició su actividad como guitarrista concertista en España y en París, actividad que alternaba dando clases de guitarra (entre sus discípulos estuvieron Eugenio Urrialde y José María de Andrés Maldonado).
En 1932, ingresó en el Partido Comunista de España (PCE). Ese mismo año, ganó el segundo premio en el Concurso nacional de Música (Premio Nacional de Folklore) con su Cancionero de Castilla la Vieja convocado por el Ministerio de Instrucción pública y Bellas Artes el 1 de junio de 1932; el primer premio quedó desierto y el tercero ex aequo fue para Antonio José Martínez Palacios por su Colección de cantos populares burgaleses. El Cancionero de Castilla la Vieja de Agapito Marazuela no fue publicado hasta 32 años después.
El 2 de noviembre de 1934 participó en el festival benéfico que organizó el periódico republicano La Libertad en beneficio de los huérfanos de la Revolución de 1934 en Asturias. La actuación se llevó a cabo en el 'Cine Europa', ubicado en la calle Bravo Murillo de Madrid.
En 1936, las Juventudes Socialistas Unificadas le encargaron seleccionar los grupos folklóricos que actuarían en la Olimpiada de Barcelona en julio de ese año (la «Olimpiada roja»), frustrada por la sublevación militar contra el Gobierno que daría lugar a la guerra civil. Al iniciarse ésta, escapó de Salamanca a Madrid, donde junto con los hermanos Alberto y Emiliano Barral y el cronista de Sepúlveda, Antonio Linage Revilla, organizó las milicias segovianas para la defensa de Madrid, bajo el mando de Barral como Comisario de guerra. Por encargo del Gobierno de la República acudió a la Exposición Internacional de París de 1937, en calidad de director de los grupos folklóricos españoles.
Al terminar la guerra civil, fue depurado por el franquismo y pasó gran parte de la posguerra en cárceles de Madrid, Burgos, Ocaña y Vitoria, y luego fue confinado en el molino de Pozanco (Ávila) de su amigo el dulzainero Jesús Muñoz «Polilo», cuyo hijo Aureliano se convirtió en el alumno más aventajado de Agapito, por cuyo virtuosismo obtuvo el Premio Nacional de dulzaina en 1965 y 1966.
En 1964, publicó su Cancionero de Castilla la Vieja de 1932 con el título de Cancionero Segoviano, patrocinado paradójicamente (teniendo en cuenta su pasado comprometido con la República) por la Jefatura provincial del Movimiento de Segovia, que reconocía con ello su meritoria labor como folklorista.
Con la transición democrática española, fundó la Cátedra de Folklore y la Escuela de Dulzaina en Segovia, en reconocimiento a toda una vida dedicada a la preservación del patrimonio cultural inmaterial castellano. En su memoria se concede anualmente en Segovia el Premio Nacional de Folklore «Agapito Marazuela».

## Carrera de Musicólogo
Marazuela engarzaba sin petulancia en su relato palabras como “melismas”, “grupetos”, “revoladas”, “tresillos”, y […] proclamaba para la música castellana esencias berberiscas.
Las voces y los vientos de Castilla sonaron en su dulzaina con su propio acento, como un relato de custodia, pero el amor del maestro fue la guitarra clásica, de la que extraía rumores y cadencias, ecos y silencios de Falla, Albéniz, Turina, Moreno Torroba, y de sus preferidos: Fernando Soler y Francisco Tárrega. En su repertorio de sesenta obras Marazuela se retrotraía hasta los vihuelistas del siglo XVI.
El 23 de febrero de 2002 se inauguró en la plaza del Socorro de Segovia, una estatua conmemorativa a la memoria del maestro. La estatua, obra de José María Moro, está partida, según su autor, para que la gente se impregne del espíritu de Agapito.
En 2019 Lidia Marín Merino realizó un documental titulado "Agapito Marazuela, la estatua partida" dónde intervienen Ignacio Sanz, Carlos Porro, Carmen Gruber, Ismael Peña Poza, Julia León, María Salgado, Joaquín Díaz González, Carlos Blanco, Eliseo Parra, Carlos Muñoz de Pablos, Eugenio Urrialde, Teresa Llorente, Lorenzo Sancho, Mariano Gómez de Caso, Inés Mogollón, Nicolás Berzal, Sagrario y María Galindo, Fernando Ortiz de Frutos, Joaquín González-Herrero González, Antonio Salamanca y Luis Gutiérrez. El documental se articula a través de la voz del propio Agapito que va narrando su vida.

## Premios
- 1932. Segundo premio en el Concurso Nacional de Música convocado por el Ministerio de Instrucción Pública y Bellas Artes con su Cancionero de Castilla la Vieja. El primer premio quedó desierto, repartiéndose su dotación entre otros trabajos presentados, entre ellos la Colección de cantos populares burgaleses del músico burgalés Antonio José Martínez Palacios.

## Cancionero popular de Agapito Marazuela
- 1932. Cancionero de Castilla la Vieja. El cancionero que se presentó en forma de libro al Concurso Nacional de Música contenía, en su introducción, información relacionada con los tipos de instrumentos populares así como sus intérpretes y los modos de la música popular de las tierras castellanas; también se recopilan melodías y cantores.[17]
- 1964. Cancionero segoviano. Agapito Marazuela Albornos. Este cancionero fue el que obtuvo el Premio Nacional de folklore en 1932 bajo el nombre Cancionero de Castilla la Vieja y no fue editado hasta el año 1964 bajo el nombre Cancionero segoviano con el patrocinio de la Jefatura Provincial del Movimiento.[7]
- 1981. Cancionero de Castilla. Agapito Marazuela Albornos, reedición con el material del cancionero popular de 1932 editado en 1964, Madrid: Diputación Provincial, Delegación Cultural, ISBN 978-84-500-5150-6.
- 1997. Cancionero de Castilla. Agapito Marazuela Albornos, reedición por Editorial Endymion, ISBN 84-7731-258-3.
- 2013. "Cancionero Castellano de Agapito Marazuela". Nueva edición por Ediciones Derviche (Segovia), ISBN 978-84-940562-2-2.

## Discografía de Agapito Marazuela
- 1969. Folklore castellano. Segovia - Ávila - Valladolid, Agapito Marazuela (Vocals, Dulzaina) Cantores de Madrid (Chorus), Discos Columbia CS-8037. Existe reedición en CD. MBG Music Spain, S.A. 2003, Titirimundi. D.L.: M-21406-2003.
- 1976. Segovia viva, Disco homenaje a Agapito Marazuela.

## Publicaciones sobre Agapito Marazuela y su legado
- 1976. Fernández Cocero, Pedro: Agapito Marazuela, el último juglar castellano. Santander. ISBN 84-400-1756-1.
- 1984. Urrialde Martín, Eugenio: Apuntes sobre el maestro: libro homenaje a Agapito Marazuela. Comisión Homenaje a Agapito Marazuela El Adelantado de Segovia. 1984. ISBN 84-505-0287-X.
- 1985. González Herrero, Manuel: Agapito Marazuela o el despertar del alma castellana. Segovia, Diputación Provincial de Segovia. ISBN 84-505-1905-5.
- 1988. Sanz, Ignacio; Santos, Claudia de (1988). Agapito, pito, pito: fabulación sobre la infancia de Agapito Marazuela. Ramillete de folklore infantil. Madrid: Ediciones de la Torre. p. 125. ISBN 978-84-86587-33-8. «Vista parcial».
- 2014. Gómez de Caso Estrada, Mariano. Agapito Marazuela, guitarrista. Segovia. Depósito Legal:SG-193/2014.
- 2017. Agapito Marazuela Albornos, el músico del pueblo,[18] Santiago Vega Sombría, Universidad Complutense de Madrid, Nuestra Historia, 4, 2017, ISSN 2529-9808, pp. 234-239.

## Filmografía sobre Agapito Marazuela
- 1978. Documental Agapito Marazuela y el folclore castellano. Dirección Miguel Velasco.[19]
- 2019. Documental Agapito Marazuela. La estatua partida. Dirección: Lidia Martín Merino, La Jetée Films.[20][21][22][23] El 31 de octubre de 2021, RTVE lo retransmitió, a través de La 2, para su programa Imprescindibles:[24]